# Urho Kekkonen
Urho Kaleva Kekkonen (3 tháng 9 năm 1900 – 31 tháng 8 năm 1986) là một chính trị gia Phần Lan từng là Thủ tướng Phần Lan (1950-1953, 1954-1956) và sau đó là người thứ tám và phục vụ lâu nhất Tổng thống Phần Lan (1956-1982). Kekkonen tiếp tục chính sách "trung lập tích cực" của người tiền nhiệm Juho Kusti Paasikivi, một học thuyết được gọi là "dòng Paasikivi-Kekkonen", theo đó Phần Lan giữ được độc lập trong khi duy trì thương mại rộng rãi với các thành viên của NATO cũng như của Hiệp ước Warsaw.

## Tiểu sử
Là con trai của Juho Kekkonen và Emilia Pylvänäinen, Kekkonen sinh ra ở Pielavesi, vùng Savo ở Phần Lan, và đã trải qua thời thơ ấu của mình ở Kainuu. Gia đình ông là nông dân (mặc dù không phải là những nông dân thuê nhà nghèo, như một số người ủng hộ ông sau đó tuyên bố). Cha ông là một người nông dân và là người làm nghề lâm nghiệp đã trở thành nhà quản lý lâm nghiệp và cổ phần tại Halla Ltd. Các yêu cầu tuyên bố rằng gia đình Kekkonen đã sống trong một ngôi nhà thô sơ không có ống khói sau đó đã được chứng minh là sai - một bức ảnh của Kekkonen Nhà thời thơ ấu đã được sửa lại để loại bỏ ống khói. Những năm học của ông đã không diễn ra suôn sẻ. Trong cuộc nội chiến Phần Lan, Kekkonen đã chiến đấu cho đội Bạch Vệ (Kajaani chapter), đánh nhau trong trận Kuopio, Varkaus, Mouhu, và Vyborg, và tham gia vào các hoạt động lau dọn, bao gồm cả việc dẫn đầu một đội hình sa thải ở Hamina. Sau đó ông thừa nhận đã giết chết một người đàn ông trong trận chiến, nhưng đã viết trong hồi ký của ông rằng ông đã được lựa chọn ngẫu nhiên bởi người chỉ huy công ty của ông để theo dõi một đội hộ tống mười tù nhân, nơi các đội hình hóa ra là một đội bắn, và sau đó nhận lệnh ngắm mục tiêu và bắn.